# Chaabi (Argélia)
Chaabi é uma música tradicional de Argel (Argélia), formalizada por El Hadj M'Hamed El Anka.
Originalmente da Casbah, Chaabi apareceu pela primeira vez no final do século 19, inspirado nas tradições vocais da música árabe e berber da Andaluzia, também o lar da música flamenca. Chaabi simplesmente significa "folk" em argelino.
Uma canção típica possui vozes árabes/berberes lúgubres, colocadas contra um pano de fundo orquestral de uma dúzia de músicos, com violinos e mandolinas inchando e caindo em uma melodia de piano e aplaudir batidas de percussão. Embora compartilhe muitos temas definidos com Flamenco - amor, perda, exílio, amizade e traição, Chaabi faz parte de uma tradição profundamente conservadora e suas letras muitas vezes trazem uma forte mensagem moral.
Em primeiro lugar, Chaabi permaneceu um género escandaloso, prosperando por trás de portas fechadas ou em locais específicos chamados de "Mahchachat" (gansos de cannabis), onde o admirador desta música iria beber café, chá ou fumaça. No final da década de 50, no entanto, tornou-se a música do povo, tocava em casamentos e festivais religiosos; e El Hajj Muhammad El Anka, "o pai do chaabi", também apelidado de "cardeal", correu no conservatório de Argel. El Anka dedicou 50 anos de sua vida a Chaabi e morreu em 1978.
Em 2011, Safinez Bousbia dirigiu um documentário sobre música chaabi. El Gusto é a história de uma orquestra de músicos judeus e muçulmanos despedaçados pela guerra e depois se reuniram para tocar em concerto.

## Músicos

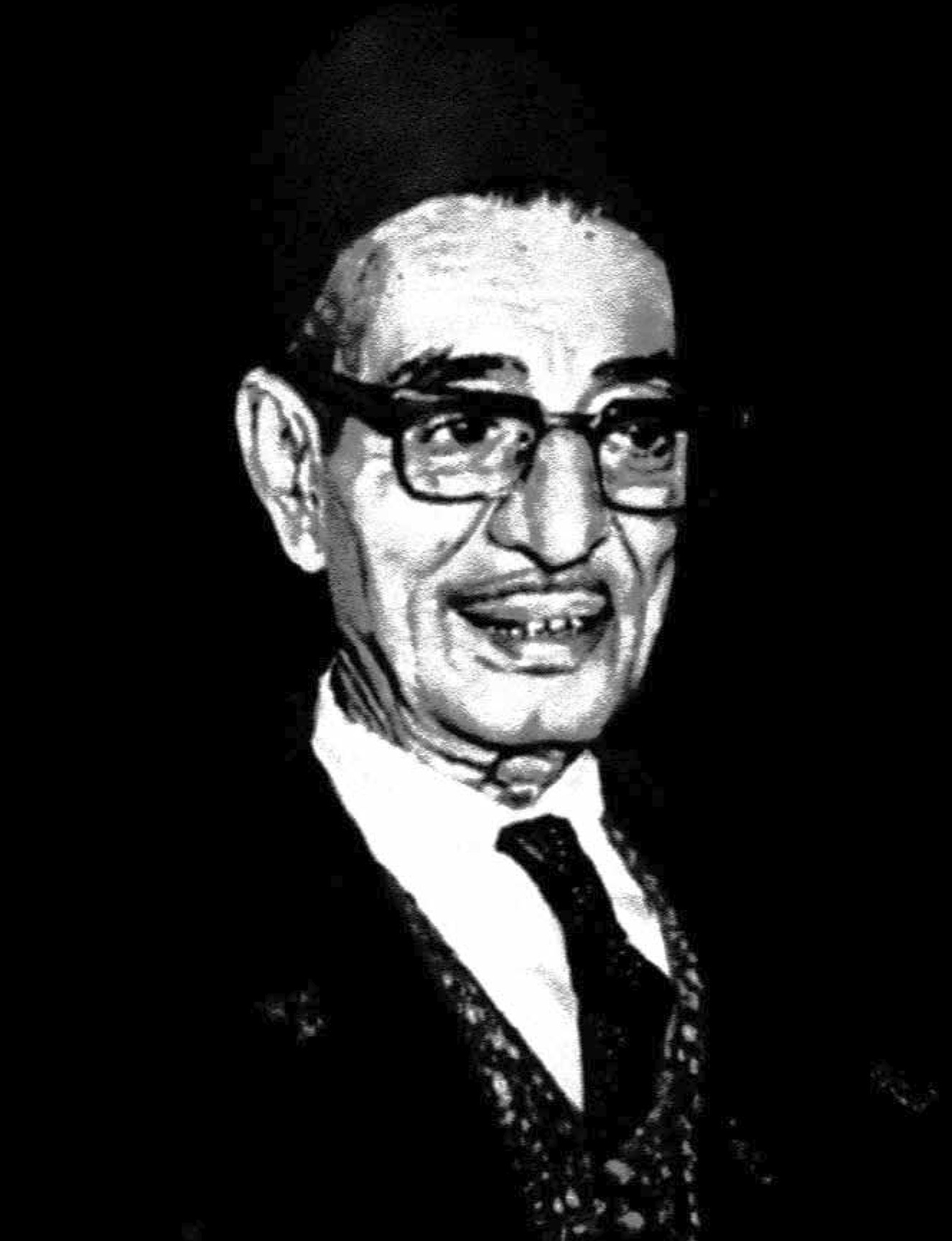
El Hadj Mohammed El Anka

- El Hadj Mohammed El AnkaEl Hadj M'Hamed El Anka (1907–1978), considerado o fundador do Chaabi.
- Amar Ezzahi[3][4]
- Boudjemaâ El Ankis[5]
- El Hachemi Guerouabi[6]
- Kamel Messaoudi[7]
- Abdelkader Chaou[8]
- Dahmane El Harrachi
- Cheikh El Hasnaoui
- Hadj Bouchiba
- Reda Doumaz[9]
- Lili Boniche
- Maurice El Mediouni[9]
- Mustapha Skandrani[10]
- Khelifa Belkacem
- Hsissen
- Farid Ali
- Hadj M'rizek
- Hadj Menouar

## Cantoras
- Reinette L'Oranaise[11]